# The Sweet Escape
The Sweet Escape – drugi solowy album muzyczny z 2006 roku nagrany przez amerykańską wokalistkę Gwen Stefani.
Pierwotnie na płycie miały się znaleźć utwory pochodzące z odrzutów z poprzedniej płyty, lecz artystka postanowiła zamieścić tylko kilka kawałków z odrzutów, reszta piosenek to materiał nagrany przed i po urodzeniu pierwszego dziecka Gwen, Kingstona. W sesji Stefani wspomogli artyści tacy jak: The Neptunes z Pharrellem Williamsem na czele, Nelly Hooper, Swizz Beatz, kolega z No Doubt Tony Kanal, oraz w utworze "Wonderful Life" na gitarze można usłyszeć Martina Gore'a z Depeche Mode.
Album w Polsce uzyskał status złotej płyty.

## Lista utworów
1. "Wind It Up" – 3:13
2. "The Sweet Escape" – 4:06
3. "Orange County Girl" – 3:24
4. "Early Winter" – 4:43
5. "Now That You Got It" – 2:59
6. "4 in the Morning" – 4:43
7. "Yummy" (gościnnie Pharell Williams) – 4:57
8. "Fluorescent" – 4:18
9. "Breakin' Up" – 3:47
10. "Don't Get It Twisted" – 3:37
11. "U Started It" – 3:06
12. "Wonderful Life" – 3:57

## Single
1. "Wind It Up"
2. "The Sweet Escape" (ft. Akon)
3. "4 In The Morning"
4. "Now That You Got It"
5. "Early Winter"